# Omicidio di Dar'ja Dugina
L'omicidio di Dar'ja Dugina è stato commesso in un attentato del 20 agosto del 2022 a Bol'šie Vjazëmy, presso Mosca. La Dugina, giornalista e analista politica ventinovenne, è rimasta vittima dell'esplosione della Toyota Land Cruiser della quale era alla guida di ritorno da un festival culturale. Il movente dell'attentato è parso legato alla politica estera di Putin o al dissenso interno alla Russia.
Dar'ja era infatti figlia di Aleksandr Gel'evič Dugin, filosofo di estrema destra e sostenitore dell'invasione russa dell'Ucraina, ritenuto da molti analisti consigliere in politica estera di Vladimir Putin, e lui stesso possibile bersaglio dell'attentato. Il filosofo sarebbe infatti dovuto tornare nella capitale russa a bordo della Toyota guidata dalla figlia, ma all'ultimo momento aveva deciso di cambiare vettura.

## La vittima e l'autobomba
Dar'ja Dugina nacque a Mosca il 15 dicembre 1992 dalla relazione tra Dugin e la sua seconda moglie, la filosofa Natalija Melent'eva. Si laureò in filosofia all'Università statale di Mosca, specializzandosi in filosofia classica all'Università di Bordeaux nel 2013 e acquisendo poi il dottorato di nuovo a Mosca nel 2015. Finiti gli studi lavorò come giornalista, scrivendo per RT, e per il canale Car'grad, usando lo pseudonimo di Dar'ja Platonova. Era affiliata al Movimento Internazionale Eurasiatista e lavorò per loro come commentatrice politica.
In seguito alla guerra in Ucraina scoppiata nel febbraio del 2022, la Dugina fu inserita nella lista nera delle personalità russe sanzionate dall'Occidente. Secondo il Dipartimento del tesoro degli Stati Uniti, era la caporedattrice del sito di analisi United World International, di proprietà dell'alleato di Putin Evgenij Prigožin che a sua volta era il fondatore del Gruppo Wagner, unità paramilitare attiva contro l'Ucraina, e in seguito promotore di una rivolta fallita contro Putin stesso. Secondo il governo britannico era una «contribuente frequente e di alto profilo di disinformazione in relazione all'Ucraina e all'invasione russa dell'Ucraina su varie piattaforme online».
Dugina morì dopo aver partecipato col padre al festival "Tradizione", un evento annuale rivolto a famiglie di amanti dell'arte, che si era tenuto nei pressi della dacia di Aleksandr Sergeevič Puškin a Zacharovo nel sud di Zvenigorod, una località all'interno dell'oblast' di Mosca. Gli investigatori riferirono ai media di aver trovato un ordigno esplosivo posizionato nella sua auto. Dugin avrebbe dovuto viaggiare con lei, ma all'ultimo minuto salì a bordo di un'altra auto scampando così alla morte. Questo episodio rese poco chiaro se il filosofo russo avesse dovuto essere il reale bersaglio degli attentatori.
Il presidente russo Vladimir Putin inviò un messaggio di cordoglio alla famiglia della Dugina, descrivendola come una «persona brillante, di talento, con un vero cuore russo» e conferendole postuma l'onorificenza dell'Ordine del coraggio.

## Reazioni
Il capo della Repubblica Popolare di Doneck, Denis Pušilin, affermò poche ore dopo l'attentato che dietro l'esplosione c'erano le autorità ucraine, pur senza offrire prove per suffragare la sua tesi. Il governo ucraino negò qualsiasi coinvolgimento, affermando di non essere «uno stato criminale come la Federazione Russa, tanto meno uno stato terrorista».
Il'ja Ponomarëv, ex membro della Duma di Stato russa in esilio in Ucraina, affermò che un gruppo partigiano russo chiamato Esercito Nazionale Repubblicano (NRA) era responsabile dell'attacco. Secondo Ponomarëv l'NRA sarebbe stato un gruppo clandestino intento al rovesciamento dello stato russo. Aleksandr Dugin in una dichiarazione definì l'omicidio un «atto terroristico compiuto dal regime nazista ucraino» e incitò il governo russo alla vittoria in Ucraina.
Il 23 agosto il portavoce delle Nazioni Unite, Stéphane Dujarric, chiese un'indagine sull'omicidio. Il 24 agosto Papa Francesco ricordò la Dugina nel corso dell'udienza generale: «Gli innocenti pagano la guerra». Le dichiarazioni del Pontefice provocarono il disappunto del governo ucraino, che convocò, tramite il ministro degli esteri Dmytro Kuleba, il nunzio apostolico per l'Ucraina Visvaldas Kulbokas. Kuleba dichiarò alla stampa che al nunzio apostolico venne detto che «l'Ucraina è profondamente delusa dalle parole del Pontefice, che equiparano ingiustamente l'aggressore e la vittima [...] La decisione di papa Francesco di menzionare nel contesto della guerra russo-ucraina la morte di un cittadino russo sul territorio della Russia, con la quale l'Ucraina non ha nulla a che fare, provoca incomprensioni».

## Le indagini
Non è possibile stabilire con sicurezza alcuna responsabilità, in quanto le uniche fonti che danno una ricostruzione sono legate al governo russo, il quale non permette la diffusione di alcuna notizia indipendente. Secondo le indagini del Servizio di sicurezza federale russo (FSB) dietro l'omicidio ci sarebbero stati i servizi speciali ucraini. L'attentatrice sarebbe una cittadina ucraina, Natalja Vovk, fuggita in Estonia dopo l'esplosione, e ritrovata morta pochi giorni dopo. La donna avrebbe avuto un complice, Bodan Petrovič Tsyganenko, il nome del quale venne diffuso nei giorni successivi al delitto. Il complice avrebbe fornito le targhe false alla Vovk e lasciato Mosca il giorno prima dell'omicidio. Tale ricostruzione non è stata confermata da alcuna fonte indipendente.